# 小行星4330
小行星4330（英語：4330 Vivaldi）是一颗围绕太阳公转的小行星。1982年10月19日，佛蒙特·伯根在陶腾堡发现了此天体。
这颗小行星的绝对星等为210.76132等。